# Karl Formes

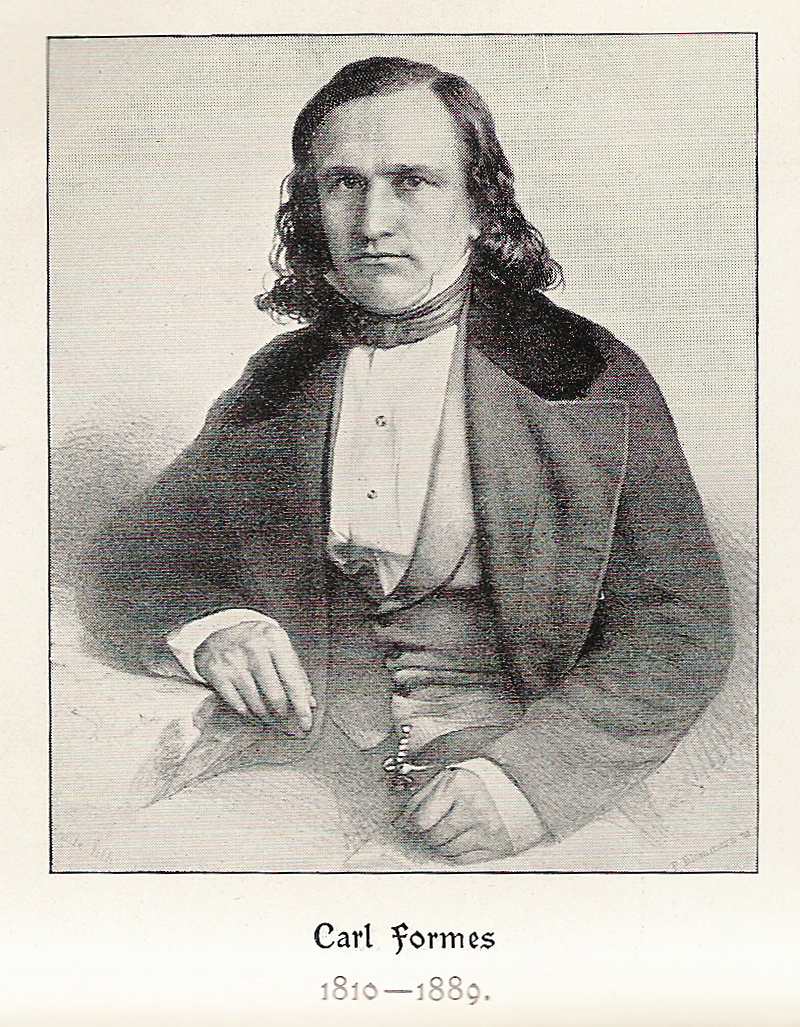
Karl Formes

Karl Johann Formes, auch Carl Johann Formes, (* 7. August 1810 in Mülheim am Rhein; † 15. Dezember 1889 in San Francisco, Kalifornien) war ein deutsch-englischer Opernsänger (Bass).

## Leben
Formes, Bruder von Theodor Formes und Vater von Ernst Formes, war zuerst Küfer und fungierte als Küster an der katholischen Kirche in Mülheim. Er war bereits Familienvater, als er 1841 beschloss, sich der Kunst zu widmen, und unter Leitung des Liederkomponisten Ferdinand Gumbert, damals Baritonist des Kölner Stadttheaters, seine Gesangsstudien begann. Noch in demselben Jahr konnte er daselbst mit Erfolg als Sarastro debütieren.
Zwei Jahre danach wurde er in Mannheim angestellt und 1845 an das Hofoperntheater in Wien berufen, wo er sich als ebenso genialer Sänger wie Darsteller in der Gunst des Publikums behauptete, bis er wegen der politischen Rolle, die er 1848 während der Märzrevolution spielte, flüchten musste.
Er gastierte nun in allen größeren Städten Deutschlands und gehörte von 1852 bis 1857 der Italienischen Oper in London an. Auch in Nordamerika, wohin er sich noch 1857 begab, erregten seine Leistungen das größte Aufsehen. 1864 war er in Havanna, wo er infolge politischer Vorgänge, die sich bis auf die Bühne verpflanzten, 14 Tage im Gefängnis sitzen musste und es nur dem bereits erworbenen englischen Bürgerrecht zu verdanken hatte, dass seine Freilassung so bald erfolgte.
Später gastierte er bald in Amerika, bald in Europa, überall, namentlich 1874 in Berlin, durch seine unverwüstliche Stimme Bewunderung erregend. Von seinen Glanzpartien sind einige eigens für ihn geschrieben, wie z. B. Plumkett in Martha und  Falstaff in den Lustigen Weibern von Windsor. Seit 1875 lebte er als Gesangslehrer in San Francisco, trat aber 1888 noch einmal in London auf.

## Ehrungen
Nach der damals weltweit bekannten Sängerfamilie Formes ist heute eine Straße in Köln-Mülheim benannt, die sogenannte Formesstrasse.

## Rollen (Auswahl)
- Sarastro – Die Zauberflöte (Wolfgang Amadeus Mozart)
- Plumkett – Martha (Friedrich von Flotow)
- Falstaff – Die lustigen Weiber von Windsor (Oper) (Otto Nicolai)